# Archiborborus mexicanus
Archiborborus mexicanus är en tvåvingeart som beskrevs av Steyskal 1973. Archiborborus mexicanus ingår i släktet Archiborborus och familjen hoppflugor. Inga underarter finns listade i Catalogue of Life.